# Меністі (округ)
Шаблон:StateAbbr_ 44°18′ пн. ш. 86°19′ зх. д. / 44.3° пн. ш. 86.31° зх. д.
Округ  Меністі (англ. Manistee County) — округ (графство) у штаті Мічиган, США. Ідентифікатор округу 26101.

## Історія
Округ утворений 1840 року.

## Демографія
За даними перепису 
2000 року 
загальне населення округу становило 24527 осіб, зокрема міського населення було 9970, а сільського — 14557.
Серед мешканців округу чоловіків було 12470, а жінок — 12057. В окрузі було 9860 домогосподарств, 6715 родин, які мешкали в 14272 будинках.
Середній розмір родини становив 2,86.
Віковий розподіл населення поданий у таблиці:
| Стать    | До 15 років | 15-21 | 22-29 | 30-39 | 40-49 | 50-65 | 65-85 | Понад 85 |
| -------- | ----------- | ----- | ----- | ----- | ----- | ----- | ----- | -------- |
| Чоловіки | 2335        | 1085  | 1090  | 1780  | 1960  | 2255  | 1785  | 180      |
| Жінки    | 2158        | 936   | 832   | 1483  | 1931  | 2247  | 2091  | 379      |

## Суміжні округи
- Бензі — північ
- Гранд-Траверс — північний схід
- Вексфорд — схід
- Лейк — південний схід
- Мейсон — південь
- Манітовок, Вісконсин — південний захід
- Кевоні, Вісконсин — захід

## Виноски
1. ↑  U.S. Decennial Census. United States Census Bureau. Архів оригіналу за 19 липня 2018. Процитовано 27 вересня 2014.
2. ↑  Historical Census Browser. University of Virginia Library. Архів оригіналу за 1 вересня 2019. Процитовано 27 вересня 2014.
3. ↑  Population of Counties by Decennial Census: 1900 to 1990. United States Census Bureau. Архів оригіналу за 15 листопада 2018. Процитовано 27 вересня 2014.
4. ↑  Census 2000 PHC-T-4. Ranking Tables for Counties: 1990 and 2000 (PDF). United States Census Bureau. Архів оригіналу (PDF) за 6 вересня 2019. Процитовано 27 вересня 2014.
5. ↑  State & County QuickFacts. United States Census Bureau. Архів оригіналу за 6 червня 2011. Процитовано 28 серпня 2013.(англ.) Наведено за англійською вікіпедією.
6. ↑  American FactFinder. Бюро перепису населення США. Архів оригіналу за 26 лютого 2012. Процитовано 31 січня 2008.

| США | Це незавершена стаття з географії США. Ви можете допомогти проєкту, виправивши або дописавши її. |